# Bracław (przystanek kolejowy)
Bracław – dawny wąskotorowy przystanek osobowy w Bracławiu, w gminie Milicz, w powiecie milickim; w województwie dolnośląskim, w Polsce. Został otwarty w 1894 roku. Zamknięty w 1991 roku.